# Alfons Julen
Alfons Julen, född 20 februari 1899 i Zermatt i Valais, död där 9 maj 1988, var en schweizisk längdskidåkare. Vid olympiska vinterspelen 1924 i Chamonix skulle han delta femmilen, men startade inte. Det gick bättre i militärpatrull, där Julen ingick i det schweiziska laget som tog guld. Han deltog även i olympiska vinterspelen 1928 i Sankt Moritz på femmilen, men slutförde inte loppet. I militärpatrull som var en uppvisningssport vid OS 1928 deltog Julen i det schweiziska laget som slutade på en tredjeplats.
Han var bror till Anton Julen och kusin till Simon Julen.